# 哥利茲的約翰
哥利茲的約翰（德語：Johann von Görlitz，1370年6月22日—1396年3月1日），神聖羅馬皇帝查理四世的幼子，1377年至1396年為哥利茲公爵。
1388年，約翰與瑞典國王阿爾伯特的女兒理察迪絲·卡塔里娜結婚，兩人的女兒伊莉莎白於1390年出生。